# Rommy Roméo Nahounou
Rommy Roméo Nahounou  est un animateur de la télévision ivoirienne RTI TV2.

## Biographie
Après ses études secondaires, en 1996, il entre à l'Université Nationale d'Abidjan en faculté de lettres modernes où il obtient une maitrise appliquée option communication audiovisuelle.
Pendant ses études, il était animateur radio sur les ondes de Radio N'gowa Koumassi ; nous sommes en 1988 avec l'avènement et le boom de radios de proximité en Côte d'Ivoire. 
Première voix sur cette radio, il conduit Matin tropical qui fait de lui l'animateur le plus en vue sur cette chaine.
Un an après, City FM fait appel à lui pour présenter les Matinales. Amoureux des arts, de littérature et de poésie, il crée Art plurielle puis Parcours avec les grosses têtes.
En 2000, lorsque la chaine thématique ivoirienne TV2 lance un casting, Rommy Roméo tente le coup. Trois jours après le lancement de la nouvelle grille, le plateau de l'émission Reflets s'offre à lui.
Ensuite vient l'émission quand la musique est bonne avec des personnalités et des célébrités, mais surtout Vidéo à la carte qui le positionne confortablement dans le cœur de la jeunesse ivoirienne.
Dans cette émission, il change les habitudes en passant une journée filmée avec des artistes chanteurs ou musiciens le plus naturellement possible.
À la fin de 2007, il arrête cette émission qui connait un véritable succès et qui ne cesse de faire des émules pour un autre challenge : animer trois programmes phares de la nouvelle grille 2008 de Tv2 qui sont :
- Soirée privée, une émission de soirée gala VIP.
- La Dominikaaal, la plus longue émission matinale 6h-12h.
- Dans la cour des grands, une émission de live avec les grosses pointures de la musique africaine dont Oumou Sangare une de ses invités.